# St. Nikolaus (Dettenheim)

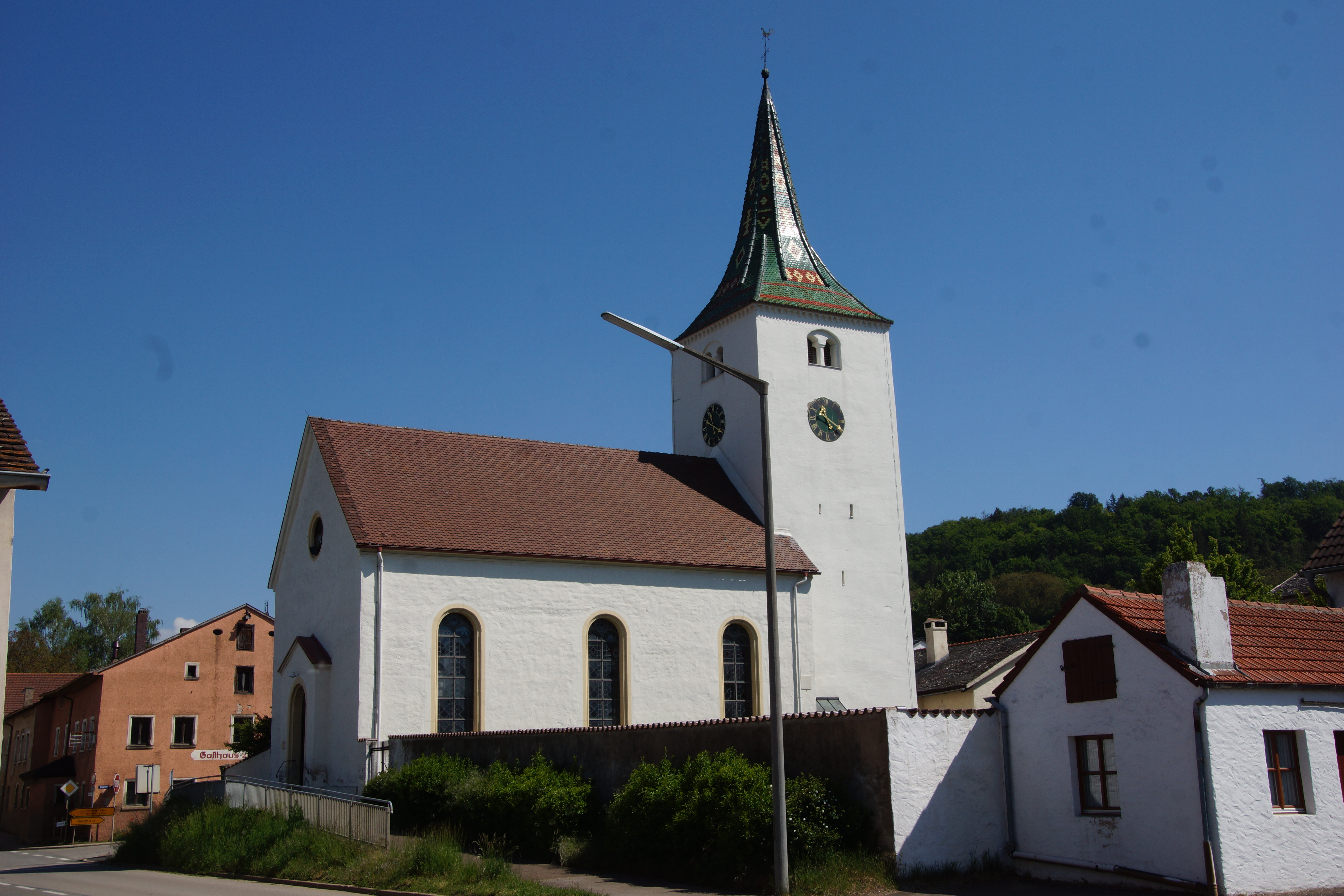
St. Nikolaus, aufgenommen 2020

Die evangelisch-lutherische Pfarrkirche St. Nikolaus ist ein denkmalgeschütztes Kirchengebäude in Dettenheim, einem Gemeindeteil der bayerischen Großen Kreisstadt Weißenburg in Bayern im mittelfränkischen Landkreis Weißenburg-Gunzenhausen. Namensgeber der Kirche ist der hl. Nikolaus von Myra. Das Bauwerk ist unter der Denkmalnummer D-5-77-177-479 als Baudenkmal in der Bayerischen Denkmalliste eingetragen. Die untertägigen Bestandteile der Kirche sind zusätzlich als Bodendenkmal (Nummer: D-5-7131-0015) eingetragen. Die Pfarrei gehört zum Dekanat Pappenheim im Kirchenkreis Nürnberg der Evangelisch-Lutherischen Kirche in Bayern. 

## Geographische Lage
Die Kirche mit der postalischen Adresse Hauptstraße 2 liegt an einer Straßenkreuzung im Ortskern Dettenheims umgeben von weiteren denkmalgeschützte Bauwerken sowie dem Dorffriedhof auf einer Höhe von 434 Metern über NHN.

## Beschreibung

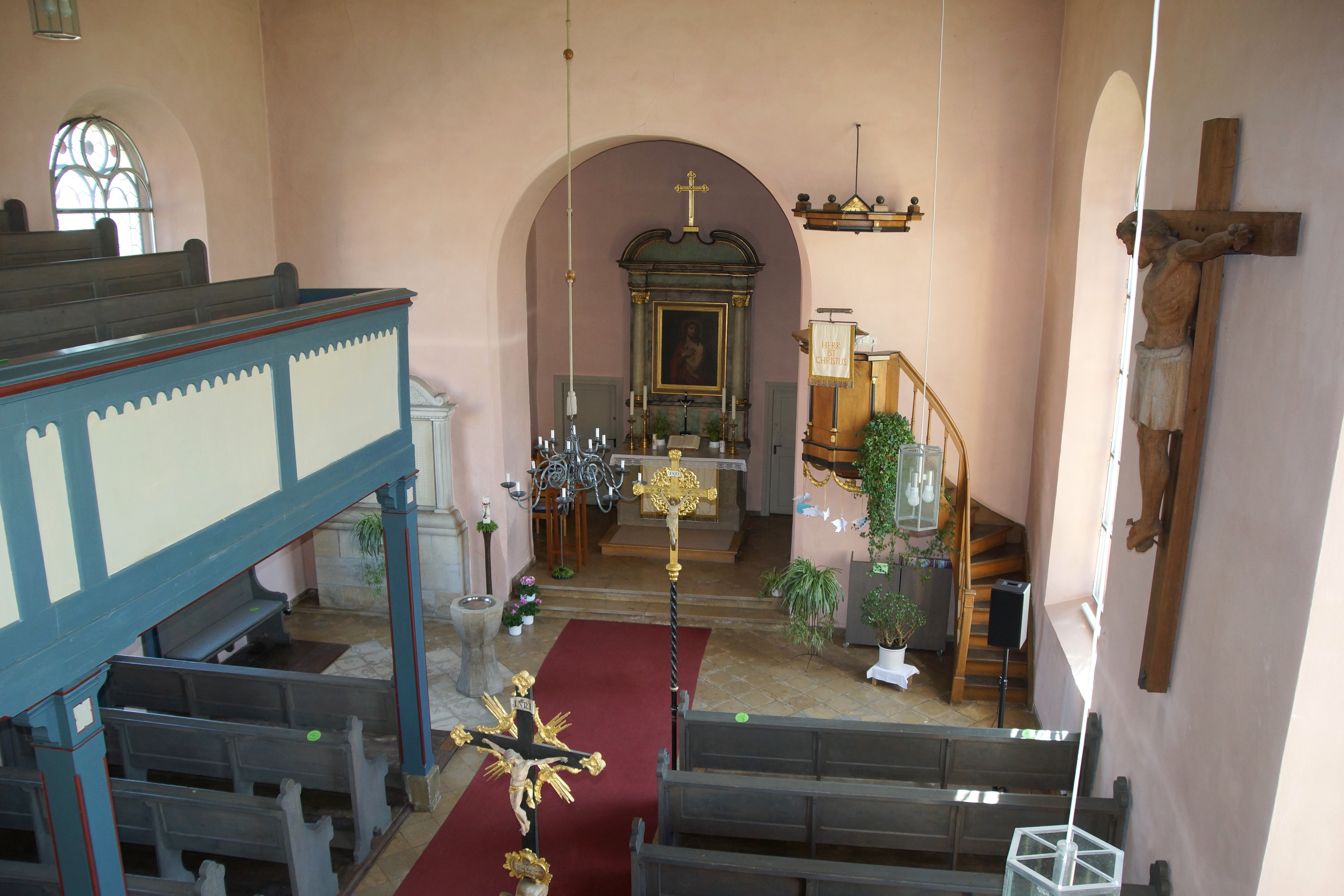
Blick ins Langhaus

Die Grundmauern der Saalkirche gehen bis auf das 11. Jahrhundert zurück. Der mittelalterliche Chorturm wurde im 17. Jahrhundert aufgestockt und mit einem achtseitigen, spitzen Helm aus farbig glasierten Dachziegeln bedeckt. Die Aufstockung beherbergt die Turmuhr und hinter den als Biforien gestalteten Klangarkaden den Glockenstuhl, in dem drei Kirchenglocken hängen. Zwei Glocken wurden 1922 von der Gießerei Schilling in Apolda gegossen, 1959 kam die kleinste Glocke des Geläuts hinzu, die von dem Glockengießer Friedrich Wilhelm Schilling geschaffen wurde.
Das Langhaus wurde 1862 nach einem Entwurf von Wilhelm Langenfaß erneuert. Der Chor und das Langhaus, in dem sich an zwei Seiten Emporen befinden, sind mit Flachdecken überspannt. Zur Kirchenausstattung gehören ein um 1700 gebauter Altar und die um 1800 errichtete Kanzel.